# Kvinden med de fire Ansigter
Kvinden med de fire Ansigter (originaltitel The Woman With Four Faces) er en amerikansk stumfilm fra 1923 af Herbert Brenon.

## Medvirkende
- Betty Compson som Elizabeth West
- Richard Dix som Richard Templar
- George Fawcett som Westcott
- Theodore von Eltz som Jim Hartigan
- Joseph Kilgour som Judson Osgood
- Jim Farley som Morton
- Guy Oliver som  Warden Cassidy
- Charles A. Stevenson som Ralph Dobson
- Gladden James
- Eulalie Jensen